# De bruut
De Bruut is een Nederlands-Duitse stomme film geproduceerd door Theo Frenkel sr. in 1922. In Duitsland is de film uitgebracht onder de naam Ein neues leben. De Bruut is de eerste productie van Frenkel nadat hij eerder in 1922 de Amsterdam Film Cie had verlaten en zijn eigen firma Theo Frenkel Film Cie had opgericht. De productie van de film was een samenwerking tussen de eigen firma van Frenkel en het Duitse Turma-Film A.G. Het scenario is, in samenwerking met Frenkel, geschreven door de Duitse scriptschrijver Paul Reno. De opnames voor deze film vonden plaats in de Nationale Ateliers van Berlijn. Het camerawerk was van Max Lutze. Zowel Nederlandse als Duitse acteurs leverde een bijdrage aan deze film, hoofdrollen werden vertolkt door Willem van der Veer, Erna Morena en Bruno Decarli. Frenkel zelf vervulde ook een bijrol. 
De film zelf is niet bewaard gebleven en wordt als verloren beschouwd.

## Première
De film ging in februari 1923 in première bij Cinema Palace, de Duitse versie ging later dat jaar in première in Berlijn bij Richard-Oswald-Lichtspiele. 
De film leek in Nederland positief te worden ontvangen, waarbij ook met name het spel van Van der Veer geroemd wordt. Opvallend is de negatieve keuring die in 1923 gegeven wordt door een Rooms-Katholiek weekblad speciaal gericht op toneel en bioscoop. De film wordt afgekeurd vanwege: onvoldoende kleeding, verleidingspogingen en mimiek van een provinciaal om een naaktstudie.

## Verhaal
Het verhaal van deze film speelt zich af in vijf akten. De kunstschilder Henri Nowart verliest zijn ernstige zieke vrouw. Op haar sterfbed laat ze hem beloven op zoek te gaan naar een nieuwe moeder voor hun zoon. Norwart ziet op straat een ruzie tussen Charles Duval en zijn vrouw Marie. Marie wordt door haar man zo hard geslagen dat ze bewusteloos neervalt. Norwart ontfermt zich over Marie en neemt haar in dienst als huishoudster. Duval beland vanwege zijn criminele activiteiten in de gevangenis. Wanneer hij vrijkomt zoekt hij Marie op en dwingt haar om te als prostituee te gaan werken in een bordeel. Marie slaat op de vlucht en gaat terug naar Norwart, die inmiddels verliefd op haar geworden is. De woedende Duval probeert in benevelde toestand kunstdecoraties van Norwart in een kort te beschadigen met een mes. Hij valt hierbij van een stellage, in een ultieme poging probeert hij nog op Marie af te stormen met zijn mes maar valt hij dood neer als gevolg van zijn verwondingen. Marie en Henri kunnen nu samen aan een nieuw leven beginnen.

## Rolverdeling
| Acteur                      | Personage     |
| --------------------------- | ------------- |
| Willem van der Veer         | Charles Duval |
| Erna Morena                 | Marie Duval   |
| Bruno Decarli Henri Norwart |               |
| Adolphe Engers              | George Smith  |
| Coen Hissink                |               |
| Marianne Stanior            |               |